# Вјекослав Серваци
Вјекослав Серваци (хрв. Vjekoslav Servatzy; Рума, 23. март 1889. — Загреб, 17. јун 1945) био је хрватски политичар и војник, припадник Усташког покрета.

## Биографија
Вјекослав Серваци је рођен 23. марта 1889. године у Руми у тадашњој Аустроугарској монархији.
Учествовао је у Првом свјетском рату. Ухапшен је након оснивања Краљевства Срба, Хрвата и Словенаца 1918. године и убрзо емигрира у Краљевину Италију. Након доласка Анта Павелића у емиграцију 1929. године, ступа у контакт с њима и рани на оснивању Усташког покрета. Учествује у организацији Велебитског устанка 1932. године. Заповједао је усташким логором за обуку Јанка Пуста (у Мађарској) од 1933. до 1934. године.
Након слома и окупације Краљевине Југославије у априлу 1941. године, заједно са Павелићем долази у НДХ. Један је од оснивача и заповједника Усташке војнице, од јуна 1941. у чину пуковника. У октобру 1944. именован је на дужност великог жупана Велике жупе Гора-Пригорје. У чин генерала је унапријеђен 1945. године.
У Аустрију се повлачи 7. маја 1945. године, а код Блајбурга га хапсе Британци и предају југословенским властима. Војни суд у Београду га 22. септембра 1945. године осуђује на смрт. Према званичним документима о смрти, убијен је 17. јуна 1945. у Загребу прије пресуде.